# Dżamusijja
Dżamusijja (arab. جاموسية) – wieś w Syrii, w muhafazie Aleppo, w dystrykcie Manbidż. W 2004 roku liczyła 314 mieszkańców.